# Nikotin
Nikotin er et alkaloid, som findes i familien af natskyggeplanter, i tobak og i mindre mængder i tomater, kartofler, auberginer og grøn peber. Desuden finder man også nikotin-alkaloider i cocaplantens blade.
Nikotin dannes i rødderne ved biosyntese og koncentreres i bladene. Man har anslået af nikotin udgør 0,6-3% af tobakkens tørvægt,. Ideen med at planten producerer nikotin, som er et stærkt neurotoksin, er at beskytte planten mod planteædende insekter og andre dyr. Dette er også grunden til at nikotin blev brugt som et insekticid førhen; i dag anvendes stadig nikotinderivater som for eksempel "imidacloprid", men mange steder er begge stoffer forbudte. I EU, og dermed Danmark, er det forbudt, men der udstedes dispensationer.
Ved tobaksrygning og anden nikotinbrug virker stoffet stimulerende på hjernens præstationsevne. Nikotin øger således nikotin-brugerens opmærksomhed, præcision, hastighed, motorik og hukommelse samt evnen til indlæring. Nikotin er stærkt afhængighedsskabende. Nikotin abstinenssymptomer omfatter nedtrykthed, stress, angst, irritabilitet, koncentrationsbesvær, og søvnforstyrrelser.
Nikotinholdige produkter betragtes i Danmark som lægemidler og skal derfor godkendes af Sundhedsstyrelsen og sælges efter reglerne i medicinallovgivningen. Det gælder også nikotinvæsker til e-cigaretter. Undersøgelser af nikotinvæsker i 2013 har vist højt indhold af nikotin I december 2013 blev der vedtaget nye regler omkring salg af e-væske med nikotin i hele EU. Reglerne var en del af tobaksdirektivet og aftalen betyder, at det fremover kun er lovligt at sælge e-væske med et nikotinindhold på max. 20 mg nikotin pr ml.

## Historie
Nikotin er opkaldt efter tobaksplanten Nicotiana tabacum, som igen er opkaldt efter Jean Nicot. Jean Nicot var en fransk ambassadør som sendte frø og tobak fra Brasilien til Paris i 1550 til medicinsk brug. Nikotin blev først isoleret fra tobaksplanten i 1828 af de tyske kemikere Posselt og Reimann. Nikotins empiriske formel blev beskrevet af Melsens i 1843, men det blev først syntetiseret i 1893 af A. Pictet og Crepieux. Til at starte med var nikotin forbudt i USA, men man fik det bragt til landet under dække af at det var et hestebedøvelsesmiddel.

## Kemi og biokemi
Nikotin er en hygroskopisk olieagtig væske som er blandbar i dens baseform. Som en nitrogenbase danner nikotin salte ved reaktion med syrer. Saltene er normalt faste, vandopløselige stoffer. Nikotin brænder ved en temperatur under dens kogepunkt og dens dampe vil forbrænde ved 35oC i luften trods det lave damptryk. På grund af dette vil det meste af nikotinen blive afbrændt mens man ryger en cigaret, men alligevel inhalerer man nok til at nikotinen får de eftertragtede effekter.
Nikotin kan  fremkalde kræft gennem en række forskellige mekanismer såsom aktivering af MAP-kinaser og indirekte gennem cholinerg og adrenerg signalering. Nikotin hæmmer således apoptose, fremmer tumorvækst, aktiverer vækstfaktorer og cellulære mitogene faktorer, såsom 5-LOX og EGF. Nikotin fremmer også kræft ved at stimulere angiogenese og neovaskularisering. I en undersøgelse med mus forårsagede nikotin stigninger i tumorstørrelse (fordobling), metastasedannelse (ni-dobbelt stigning) og tumor recidiv (tredobbelt stigning).[kilde mangler]

## Neurologi
Nikotin har en effekt på nikotin acetylcholin receptorerne (nAChRs). Modsat andre acetylcholin receptorer, aktiveres disse ikke kun af acetylcholin transmitterstoffer (ACh), men også af nikotin. Receptorerne findes både i centralnervesystemet og i det perifere nervesystem.
Acetylkolin er en neurotransmitter som hovedsageligt dannes i de nerveceller, der signalerer til de fleste organer i brystkassen og Bughulen.
Acetylkolin bruges også som neurotransmitter af visse nerveceller i hjernen og af de nerver, som udløser sammentrækning, også kaldet kontraktion, af skelettets muskulatur.

## Sundhedsrisici
Nikotin øger blodtryk og hjertefrekvens hos mennesker. Nikotin kan stimulere unormal proliferation af vaskulære endotelceller, det samme som ses ved atherosklerose. Nikotin kan også forårsage mikrovaskulær skade gennem sin virkning på nikotinacetylcholinreceptorer (nAChRs).
En undersøgelse med rotter viste, at nikotineksponering ophæver de gavnlige og beskyttende virkninger af østrogen på hippocampus.
Historisk set er nikotin ikke blevet betragtet som kræftfremkaldende. Mens ingen epidemiologisk dokumentation understøtter, at nikotin alene fungerer som et kræftfremkaldende stof i dannelsen af kræft hos mennesker, har forskningen i de seneste årtier identificeret nikotins kræftfremkaldende potentiale i dyremodeller og cellekulturer.
De teratogene egenskaber (fremkaldelse af medfødte misdannelser) af nikotin er blevet undersøgt. Ifølge en undersøgelse på ca. 77.000 gravide kvinder i Danmark, blev kvinder, som brugte nikotintyggegummi og plastre i de tidlige stadier af graviditeten fundet at løbe en større risiko for at få babyer med fødselsdefekter. Undersøgelsen viste, at kvinder, som brugte nikotin-substitutionsbehandling i de første 12 uger af graviditeten havde en 60% større risiko for at få børn med medfødte misdannelser sammenlignet med kvinder, der var ikke-rygere.
Nikotinforbrug blandt gravide kvinder medfører forhøjet risiko for at udvikle ADHD.

## Referenceliste og eksterne links
1. ↑  "Smoking and Tobacco Control Monograph No. 9" (PDF).
2. ↑  Miljøstyrelsen om dispensationer af ulovligt middel: Man kan aldrig fjerne risikoen helt 25. januar 2022 på   okonu.dk hentet 9. januar 2024
3. ↑  Meta-analysis of the acute effects of nicotine and smoking on human performance. Psychopharmacology (Berl), 2010
4. ↑  Discovery of gatekeeper nerve cells explains the effect of nicotine on learning and memory. Uppsala Universitet, 2012
5. ↑  Perkins KA, Karelitz JL (august 2013). "Reinforcement enhancing effects of nicotine via smoking". Psychopharmacology. 228 (3): 479-86. doi:10.1007/s00213-013-3054-4. ISSN 0033-3158. PMC 3707934. PMID 23494236.
6. ↑  Grana R, Benowitz N, Glantz SA (maj 2014). "E-cigarettes: a scientific review". Circulation. 129 (19): 1972-86. doi:10.1161/circulationaha.114.007667. PMC 4018182. PMID 24821826.
7. ↑  Siqueira LM (januar 2017). "Nicotine and Tobacco as Substances of Abuse in Children and Adolescents". Pediatrics. 139 (1): e20163436. doi:10.1542/peds.2016-3436. PMID 27994114.
8. ↑  D'Souza MS, Markou A (July 2011). "Neuronal mechanisms underlying development of nicotine dependence: implications for novel smoking-cessation treatments". Addiction Science & Clinical Practice. 6 (1): 4–16. PMC 3188825. PMID 22003417.
9. ↑  Myndigheder vil stoppe salg af giftig nikotinvæske. Politiken. 25.jan. 2014 (abonnement nødvendigt)
10. ↑  E-cigaretter bliver ramt af nye regler Arkiveret 18. januar 2014 hos  Wayback Machine (18. december 2013)
11. ↑  Siegel G.J., Agranoff B.W., Fisher S.K., Albers R.W., and Uhler M.D. 1999. Basic Neurochemistry: Molecular, Cellular and Medical Aspects, Sixth Edition. GABA Receptor Physiology and Pharmacology. American Society for Neurochemistry. Lippincott Williams and Wilkins. Available.
12. ↑  Itier V. and Bertrand D. 2001. Neuronal nicotinic receptors: from protein structure to function. Edited by Andreas Engel and Giorgio Semenza. FEBS Letters, 504(3), 118-125.
13. ↑  "Gravide rygere får oftere børn med ADHD". Aarhus Universitet. 2. september 2014. Hentet 19. august 2016.

- Centralnervesystemet. Liv.dk Arkiveret 1. november 2013 hos  Wayback Machine

- Wikimedia Commons har flere filer relateret til Nikotin

| Kemi | Spire Denne artikel om kemi er en spire som bør udbygges. Du er velkommen til at hjælpe Wikipedia ved at udvide den. |